# 3445 Pinson
3445 Pinson је астероид главног астероидног појаса. Приближан пречник астероида је 17,76 ,
а средња удаљеност астероида од Сунца износи 2,687 астрономских јединица (АЈ).
Инклинација (нагиб) орбите у односу на раван еклиптике је 11,287 степени, а орбитални период износи 1609,068 дана (4,405 године). Ексцентрицитет орбите астероида износи 0,126.
Апсолутна магнитуда астероида износи 12,20 а геометријски албедо 0,073.
Астероид је откривен 16. марта 1983. године.